# 香港特別行政区政府 駐東京経済貿易代表部
香港特別行政区政府 駐東京経済貿易代表部（ホンコンとくべつ ぎょうせいくせいふ ちゅうとうきょうけいざいぼうえきだいひょうぶ、中国語: 香港駐東京經濟貿易辦事處、英語: Hong Kong Economic and Trade Office (Tokyo)）通称、駐東京香港経済貿易代表部は、中華人民共和国の香港特別行政区政府が日本東京都に設置している経済貿易代表部。

## 概要
英領香港時代の1988年9月に設立され、東京の千代田区に所在している。他国に駐在する香港経済貿易代表部と同様、香港特別行政区政府の商務及経済発展局で運営する。
代表部は日本・香港間の貿易と投資を促進し、ビジネス共同体や広報機関に香港の重要な発展を伝える。また、関連国の組織と公式訪問、セミナー、連絡活動を組織し、香港と中国大陸でビジネス機会を探す投資家を支援するハブとしても機能する。代表部は、経済、貿易、投資、観光、文化交流など様々な分野で日本と香港との相互協力を促進する。また、日本企業が香港に投資し、ビジネスを遂行するのに役立つ。 2003年3月からは大韓民国に関連する業務も兼ねており、ソウルに傘下諮問事務所を置いている。
2022年12月には「企業・人材誘致専門チーム」が設置され、香港の経済発展に弾みをつけるべく、ターゲットとなる企業や人材に積極的に働きかけ、香港に進出し成長を追求するよう促進。同チームはまた、香港の人材プールの充実を図るため、世界のトップ100大学と連絡を取り、関連する人材受け入れ制度をPRしている。

## 代表

### 香港特別行政区政府駐日代表（1997年 - ）
| 代 | 氏名（日本語） | 氏名（英語）      | 氏名（中国語繁体字） | 氏名（中国語簡体字） | 着任   | 退任     | 備考         |
| -- | -------------- | ----------------- | -------------------- | -------------------- | ------ | -------- | ------------ |
| 1  | 梁世華         | Leung Sai Wah     | 梁世華               | 梁世华               | 1997年 | 1999年   | [ 7 ]        |
| 2  | 張敏儀         | Cheung Man Yee    | 張敏儀               | 张敏仪               | 1999年 | 2002年   | [ 8 ]        |
| 3  | 方志偉         | Alex Fong Chi-wai | 方志偉               | 方志伟               | 2002年 | 2006年   | [ 9 ]        |
| 4  | 彭婉儀         | Jennie Chok       | 彭婉儀               | 彭婉仪               | 2006年 | 2011年   | [ 10 ]       |
| 5  | 黄碧児         | Sally Wong        | 黃碧兒               | 黄碧儿               | 2011年 | 2016年   | [ 11 ]       |
| 6  | 翁佩雯         | Shirley Yung      | 翁佩雯               | 翁佩雯               | 2016年 | 2020年   | [ 12 ]       |
| -  | 胡鉅華         | Thomas Wu         | 胡鉅華               | 胡钜华               | 2020年 | 2022年   | 首席代表代行 |
| 7  | 欧慧心         | Winsome Au        | 歐慧心               | 欧慧心               | 2022年 | （現職） | [ 16 ]       |